# Ridderschantz
Ridderschantz var en svensk adelsätt.
Ätten härstammade från Johan Ridderschantz, som från menig tjänade sig upp till överstelöjtnant och blev adlad (han hette förut Hållfast [Halfast]), och Sofia Maria Ulfeld, riksrådet Ebbe Ulfelds dotter och danske kungen Kristian IV:s dotterdotter.

## Kända medlemmar
- Ebbe Ridderschantz
- Sofia Elisabeth Ridderschantz